# NGC 6949
NGC 6949 este o galaxie activă situată în constelația Cefeu. A fost descoperită în 20 septembrie 1886 de către Lewis A. Swift. Se află la o distanță de 38,55 de megaparseci de Pământ.